# Moenkhausia icae
Moenkhausia icae es una especie de peces de la familia Characidae en el orden de los Characiformes.

## Morfología
Los machos pueden llegar alcanzar los 8,4 cm de longitud
total.

## Alimentación
Come invertebrados.

## Hábitat
Vive en zonas de clima tropical entre 22 °C - 28 °C de temperatura.

## Distribución geográfica
Se encuentran en Sudamérica: ríos  Amazonas, Orinoco y ríos costeros de Guayana y Surinam.